# Hypsocephalus dahli
Hypsocephalus dahli är en spindelart som först beskrevs av Roger de Lessert 1909.  Hypsocephalus dahli ingår i släktet Hypsocephalus och familjen täckvävarspindlar. Inga underarter finns listade i Catalogue of Life.